# 莫羅科山
21°51′55″S 66°36′22″W / 21.86528°S 66.60611°W
莫羅科山（Muruq'u），是玻利維亞的山峰，位於該國西南部波托西省的南利佩斯省，處於帕科奧爾科山和瓦赫拉約赫山東南面，屬於安第斯山脈的一部分，海拔高度5,681米。